# M41轻型坦克
M41華克猛犬（英語：M41 Walker Bulldog）是美國發展以取代M24霞飛戰車的一種輕型戰車，得名於在韓戰期間因車禍身亡的美國名將沃爾頓·華克。此戰車分類則可追溯到1950年11月7日，美國軍械委員會所發佈的#33476命令。此命令要求根據火力重新分類重型、中型與輕型戰車，其中重型戰車須搭載120 mm主砲、中型90 mm以及輕型戰車76 mm主砲。

## 發展與服役歷史

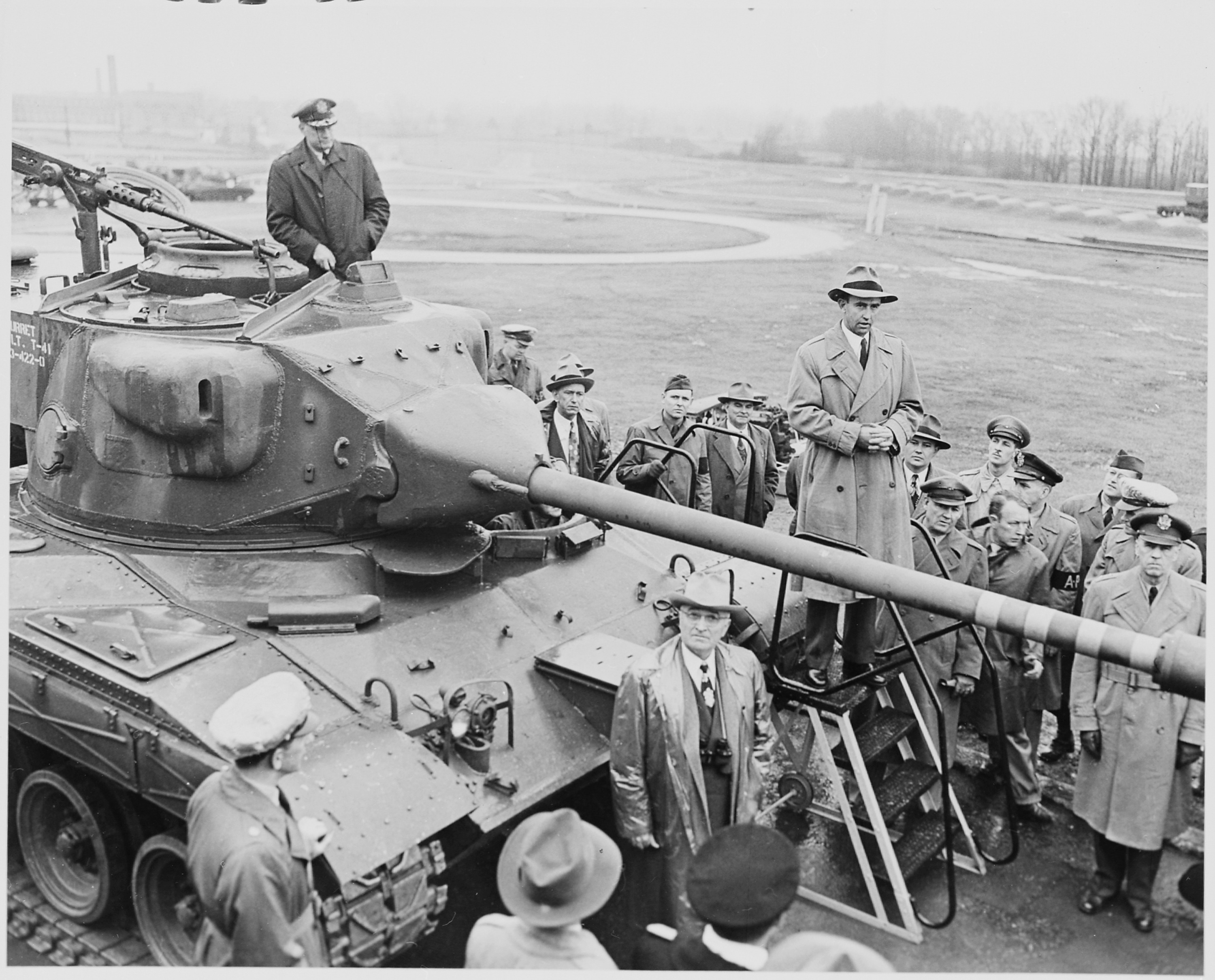
杜魯門總統與T41型戰車之合影，此為原型車，因此仍裝有較高技術水準的立體測距儀，量產版本則取消了此裝備

M24輕戰車設計上可稱相當成功，然而它的火力在逐漸進化的環境下已經顯得相當貧乏；雖然這不影響該型車執行偵查、搜索等普通任務，但美國陸軍仍希望輕戰車火力能夠恢復在短距離交戰時足以自保的威力。因此，在1946年時，美國陸軍開始發展一型新式戰車：T37。此款戰車在設計上將可透過空中運輸抵達前線，並裝有長砲管76 mm主砲及先進測距裝置，以期擁有反戰車之能力，不過就如同戰後諸多軍備研發計畫一般，T37也被預算不足給拖累，直到1949年T37總算生產了3輛原型車測試相關概念。1949年，在降低對測距裝置的要求之後，T37計畫重新定名為T41計畫。在先導量產階段時，車輛代號仍沿用著T41E1，仍未正式制式化。
T41型戰車的量產始於1951年，由於韓戰在1950年爆發後美軍對新戰車的需求一下大幅提前，使得T41在尚未完成全面測試的情況下就簽下了100輛的量產訂單，過於倉促投入量產的結果是早期批次的量產車都有若干缺失邊產邊改，從1951年7月至1952年7月，美國陸軍要求T41戰車實施4000餘項設計變更，比較嚴重的技術問題仍然是立體測距儀，立體測距儀無法承受車輛行進震動產生的機械故障，最後美軍決定廢除此設計恢復傳統瞄準鏡；1951年7月，第一批生產的7輛M41解繳給美國陸軍，到1952年3月，已經量產了900輛M41，且韓戰簽訂停戰協議的時候已經生產了1,802輛M41，但其中有1,631輛基本型M41存放在陸軍於俄亥俄州的萊馬的倉庫，等待著完成缺失修正；儘管有部分M41戰車在韓戰休戰前運輸到亞洲，但並無實際投入朝鮮戰場前線的紀錄。
至1953年之時，這型一開始被暱稱為小鬥牛犬的M41已經完全取代M24在美國陸軍中的地位。日後，為了紀念1950年在韓戰中因吉普車意外而喪生的沃爾頓·華克中將，M41被重新命名為「華克猛犬式戰車」。
M41的車體結構大量採用焊接製程打造，之所以不使用從二戰以來已相當普及的鑄造製程是因為設計期間正逢韓戰爆發，在物料匱缺的狀況下作出的權衡。
受惠於與當時中戰車同等的動力輸出，M41有著靈活的機動性，同時M41也是美國第一款將引擎和變速箱整合為單一動力總成設計，並由後輪驅動的戰車，此設計有效的降低動力組件在戰車總重中占居之比重。主砲則是從M10驅逐戰車運用的M7三吋戰車砲結構輕量化、增長火炮砲管改良，並續用其76.2 x 585公厘的彈藥架構，改良型戰車砲原名T91E3，制式化名稱為M32，火力與二戰時期的中戰車相等，雖然不足以與當時數量逐漸增長的重戰車對抗，但仍足以自保，在越戰期間進行的短距離裝甲戰中甚至擊毀過T-54/55系列主戰坦克。但在另一方面，這型戰車所產生的噪音也十分明顯，且汽油引擎的燃油消耗率偏高。它在噸位上仍舊超出主力戰術運輸機酬載（即使是1950年代服役的最新型C-130，酬載量仍限於20噸級以下），空運也不如原始預想的簡便；雖然在1952年開始的T71計畫案試圖以一款新式的輕戰車取代M41地位，但大多數的設計都因遭遇大小不等的問題而最終放棄。
M41戰車在美國陸軍的服役生涯中曾捲入數場戰爭之中。他曾經有限度的被用在韓戰戰場上，測試該戰車在戰場上的表現。在韓戰期間時M41仍被稱做T41，該車抵達韓國時甚至還沒有完成第一次的試車。 1961年時，150輛的M41被交付日本陸上自衛隊使用，做為日本61式戰車的補助戰力。

### 越戰

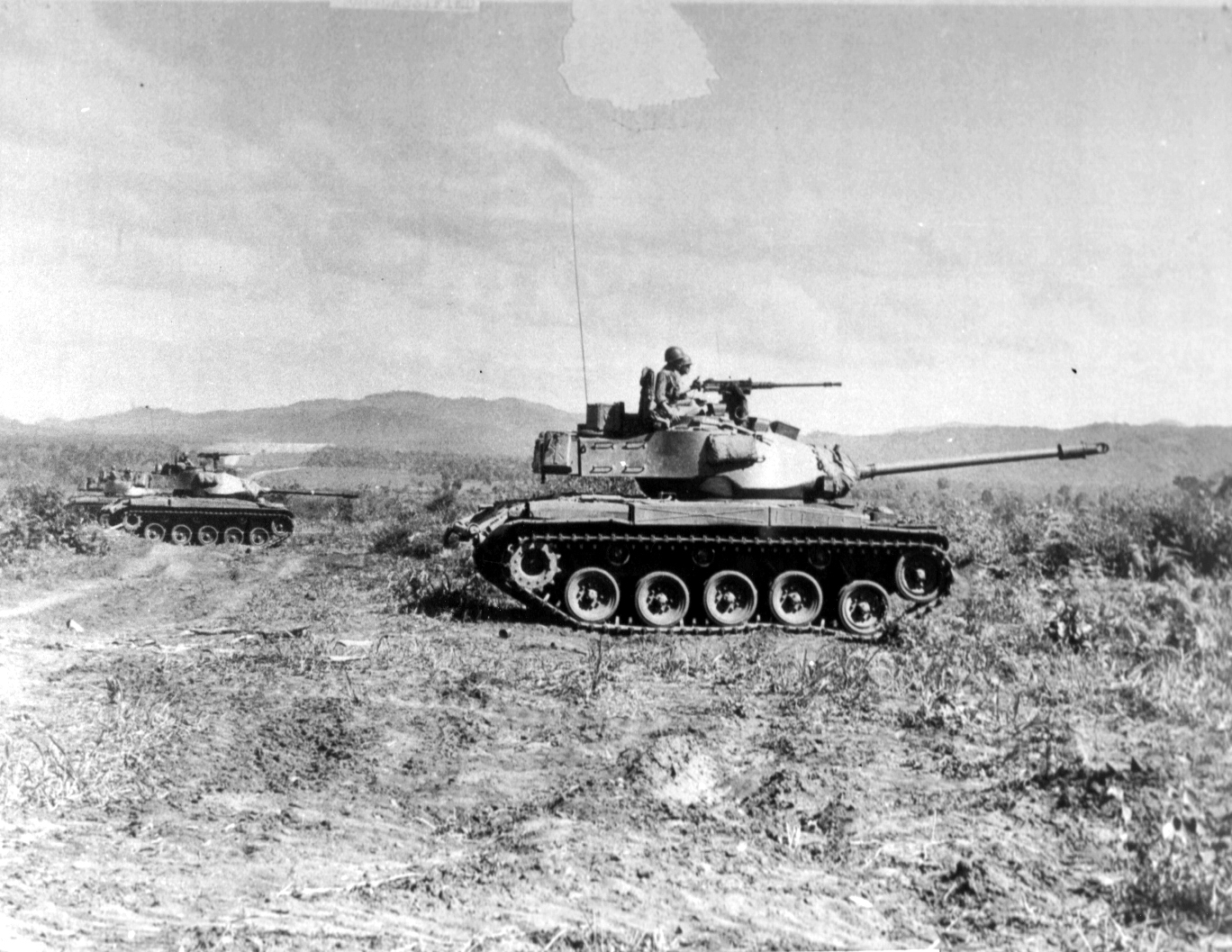
越南共和國使用M41輕戰車在訓練任務

從法屬印度支那獨立後，越南共和國接收了一些法國軍隊遺留的軍備資產，包括一些M5斯圖亞特與M24輕戰車，但囿於國力不足以供給運用裝甲部隊的知識與資源，這些戰車基本上形同擺設，並未用於作戰。
在1962年美國軍事援助越南司令部成立後，越南共和國的裝甲武力整訓才恢復正常，並按照美國教範與訓練要求重整部隊。但是當時越南的戰車對美國來說皆是過時裝備，從國內複刻料件並翻修就非常不經濟，面對蘇聯軍援的越共部隊戰力也靠不住，因此美國決定加強對南越軍備更換進度。1964年，南越陸軍決定以M41戰車開始取代自法國殖民時代時遺留下來的M24輕戰車。1965年1月，第一輛M41A3抵達南越，並在該年年底前將原本使用M24的五個南越陸軍戰車營完成換裝。雖然美國戰車人員對M41的內部空間大小有著為數不少的批評，但體型較小的南越軍人卻對該戰車的內部空間感到十分滿意。再加上M41構造簡單、機械可靠與操作容易，使M41成為越南戰場上極為有價值的作戰武器。從1966年開始，南越軍的M41即開始投入作戰。
1971年2月至3月，南越陸軍與美國聯軍發起藍山719行動，試圖在寮國境內截斷越南人民軍對越南南方民族解放陣線的補給線。機械化部隊沿著三個進攻路線進入在寮國境內的越南人民軍控制區。南越裝甲第一師在兩個空降營與兩個騎兵團的伴隨下於2月8日深入寮國將近4英里的範圍，北越陸軍迅速的對該路部隊展開反擊。這場南北越間首次的戰車遭遇戰中，17輛M41共擊毀了北越軍的6輛T-54與16輛PT-76戰車。友軍部隊則折損了共5輛M-41以及25輛裝甲運兵車。
在1972年後，南越陸軍在戰鬥中損失M41的規模加大，一來是南越軍在守勢作戰時常將M41擺置在固定地點作為火力據點，但放棄了戰車機動力的狀況下越南人民軍的T-54戰車可以憑藉著迂迴至火力陣地的側面將其擊毀。此外蘇聯開始軍援9K11婴儿反坦克导弹給越南人民軍，靈活敏捷的越南步兵可以潛入有效射程內擊毀固定位置的戰車。
至南越亡國前，美國軍援南越至少350輛各型號的M-41。至1973年時，超過200輛M41輕戰車仍舊服役於南越軍中。1974年時，南越軍服役的M-41上有197輛，但其中156輛處於待修狀態、18輛已無法行動。此時，美軍駐於國外的部隊則逐漸地以M48巴頓戰車取代華克猛犬之角色。

### 其他國家
退役的M41回廠翻修後，大量軍援給美國盟國。至今只剩少數國家至今仍持續的使用此型戰車，並對M41進行了大小不等之升級以延長其使用壽命。
西德
德國聯邦國防軍在1955年重新建軍後，第一款得到軍援的戰車即為M-41。不過在西德陸軍服役序列中，由於德國軍方並不信任輕戰車的戰力，因此它並非戰車營的編制武器，而是配備給每個裝甲師下轄裝甲偵察營。裝甲偵察營會以1個M41戰車連搭配2個SPz 11-2 Kurz裝甲偵查車連。裝甲師的M-41至1966年被M48戰車與豹1戰車給取代，M-41被移編給機械化步兵師，成為機械化步兵營下的驅逐戰車排運用至1969年才全數退役。
中華民國
中華民國陸軍於1958年10月開始接收美國軍援M41戰車，爾後陸續接收數量達700餘輛，並裝備於陸軍與海軍陸戰隊之中，為M41戰車海外用戶數量最大的地区。M41從1960年代起在中華民國陸軍中一直擔任裝甲部隊中「量」的主力，直到1990年代後期大部分退役。2016年漢光32號演習，宜蘭雪山隧道阻斷演習中，防禦部隊曾出動M41D戰車參演。2020年僅剩17輛M41A3於烈嶼守備大隊戰車連與50輛升級成M41D輕戰車部署於各打擊旅裝騎連使用。
2020年10月8日，陸軍金門防衞指揮部烈嶼守備大隊戰車連於8日下午2點30分實施「聯合反登陸操演」，一輛M41A3戰車機動疑車速過快導致轉向不順撞上電線桿導致翻覆，造成中士林楷強遭戰車壓傷，當場無生命跡象送醫不治，下士劉禹宏吸入性嗆傷。
2022年2月25日，M41A3戰車除役。
烏拉圭
1981年烏拉圭向比利時採購一批裝甲車輛重整其陸軍機械化部隊，包括22輛FN-4RM／62F裝甲車與22輛M41A1輕戰車。在運回國之前進行翻修與升級，炮塔加裝德國製附加裝甲、主炮更換為考克瑞爾（Cockerill）Mk.IV式90公厘戰車炮、車裝機槍則由FN MAG通用機槍替換，翻修後的M41稱為M41A1U，在1991年時由巴西協助換裝柴油引擎。

## 接替與延伸車型
M41戰車在美軍的服役生涯並不算長，由於它25噸重的車體比理想中的輕戰車為重，且車體較大意味著更容易被敵軍查知，也不如M24戰車適合偵察任務，且續航力過短，所以美軍在1952年便明確表示對這輛戰車的感想是非常失望，希望有新型輕戰車可替換；但由於當時仍在戰爭階段，美國陸軍參謀長約瑟夫·勞頓·科林斯仍堅持要讓訂單消化完成後才另作打算；況且蘇聯的主力戰車問世後美軍理解輕戰車的火力已經難以自保，因此在量產4年後美軍即停產M41，將資源集中在新型中戰車上；在1969年時美國陸軍開始以可以用C-130運輸機空投M551謝里登輕型戰車替換M41輕型戰車地位。M551偵查突擊裝甲車採用鋁合金裝甲，較輕的車體除可浮渡，並可透過空投方式投送。同時，M551也可用152公厘砲發射MGM-51橡樹棍反坦克導彈，滿足以更輕量級車體抗衡主力戰車等級的火力。由於M551量產時美國輕、中、重型戰車分類已經廢除，M41在正規部隊中逐步被主力戰車所取代，而在其他比較特殊單位仍需的裝甲武力支援時，則使用M551輕戰車。
在M41量產時，美軍希望該車的底盤可以作為其它任務使用，提高部隊的後勤共通性；凱迪拉克為此研發了搭載兩門40公厘快砲的M42防空砲車、M75裝甲運兵車、M44 155毫米自走炮、M52自走炮等。但這些衍生型有個共同問題：沒有測試的原型車，美軍嚴格來說在未完成戰術評估裝備良莠的情況下就讓廠商自行完成制式化量產，也讓這些衍生型車輛承襲了M41的部分技術問題，所以除了M42通過審查而長期使用外，包含M75、M44、M52等在部隊中實際運用時間都不長。

## 型號
- M41 (1951).

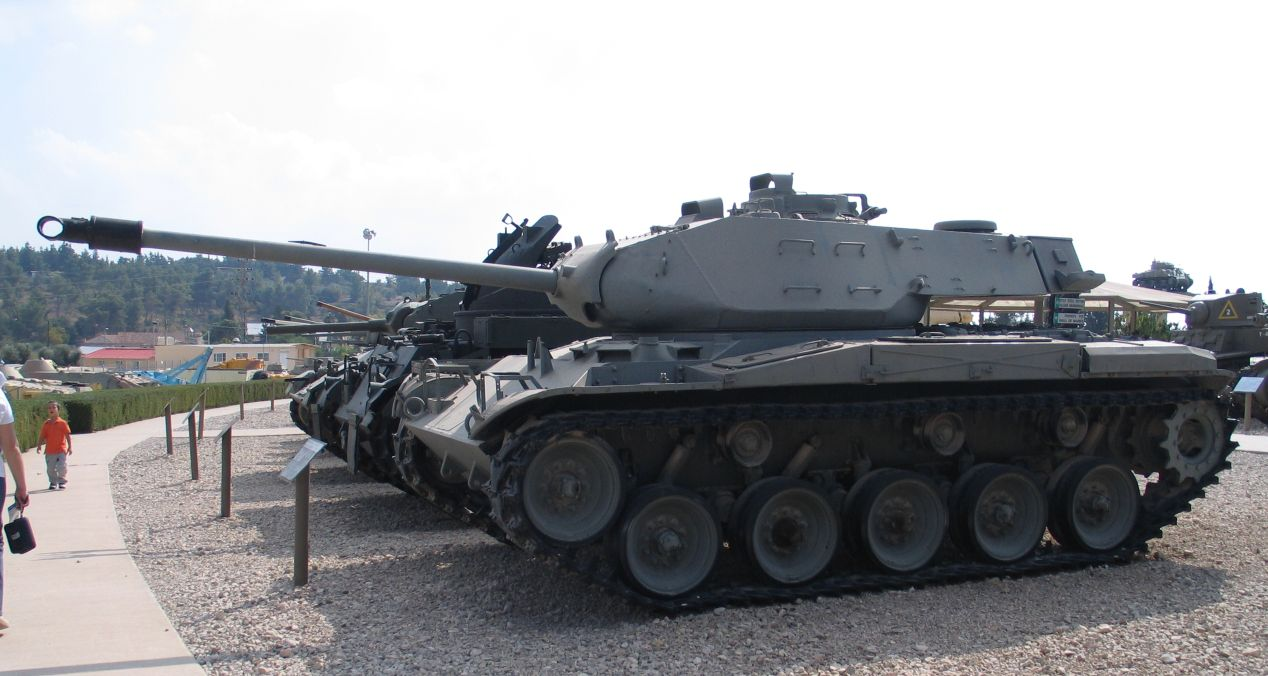
M41A3

- M41A1 (1953): 砲塔動力來源從電氣式改為液壓式。增進更緊湊的系統，主砲彈藥的存放數從M41的57枚增加為65枚。
- M41A2 (1956): 改用噴射式燃油道的895-36缸汽油發動機，取代了較早的化油器燃油系統。
- M41A3: 將M41A1型改採用噴射式燃油系統。
- M41 DK-1: 丹麥陸軍的升級版包括:新的引擎，增配:熱像儀，核生化防護，側裙。
- 六四式輕戰車: 1975年中華民國陸軍將M18砲塔移置至M42防空砲車底盤(底盤同M41)上拼裝而成，一共生產了50餘輛，配屬於裝甲騎兵202團。[19]此車與1975年中華民國聯勤車輛製造廠以M-41A1為藍本所自製的原型輕型戰車六五式並不相同。該型戰車於1975年9月對外公佈，但由於性能較原車(M41A1)沒有顯著差異，此型自製戰車最後沒有進入量產。[20]
- M41D: 中華民國升級版，由A3型改良，代號取自於柴油化（Diesel）。採用國產改良主炮、近代化觀瞄裝置與數位式彈道計算機、CVTTS（Combat Vehicle Thermal Targeting System）夜視射控系統、柴油引擎、側裙，共生產50輛。
- M42防空自走砲車 (1952): 由M41為基礎底盤改造的自行防空武器，主要武裝為兩座40mm防空砲。
- T49 :換裝加大炮塔與90mm砲的M41，於1954年5月5日開始測試，測試結果雖然很成功，但該戰車卻由於軍方對此車缺乏興趣而從未量產。有少部分車輛作為M551的測試平台而裝上了該車的砲塔與152mm砲，型號變更為XM551 test bed(即XM551的早期試驗型）

## 使用國家

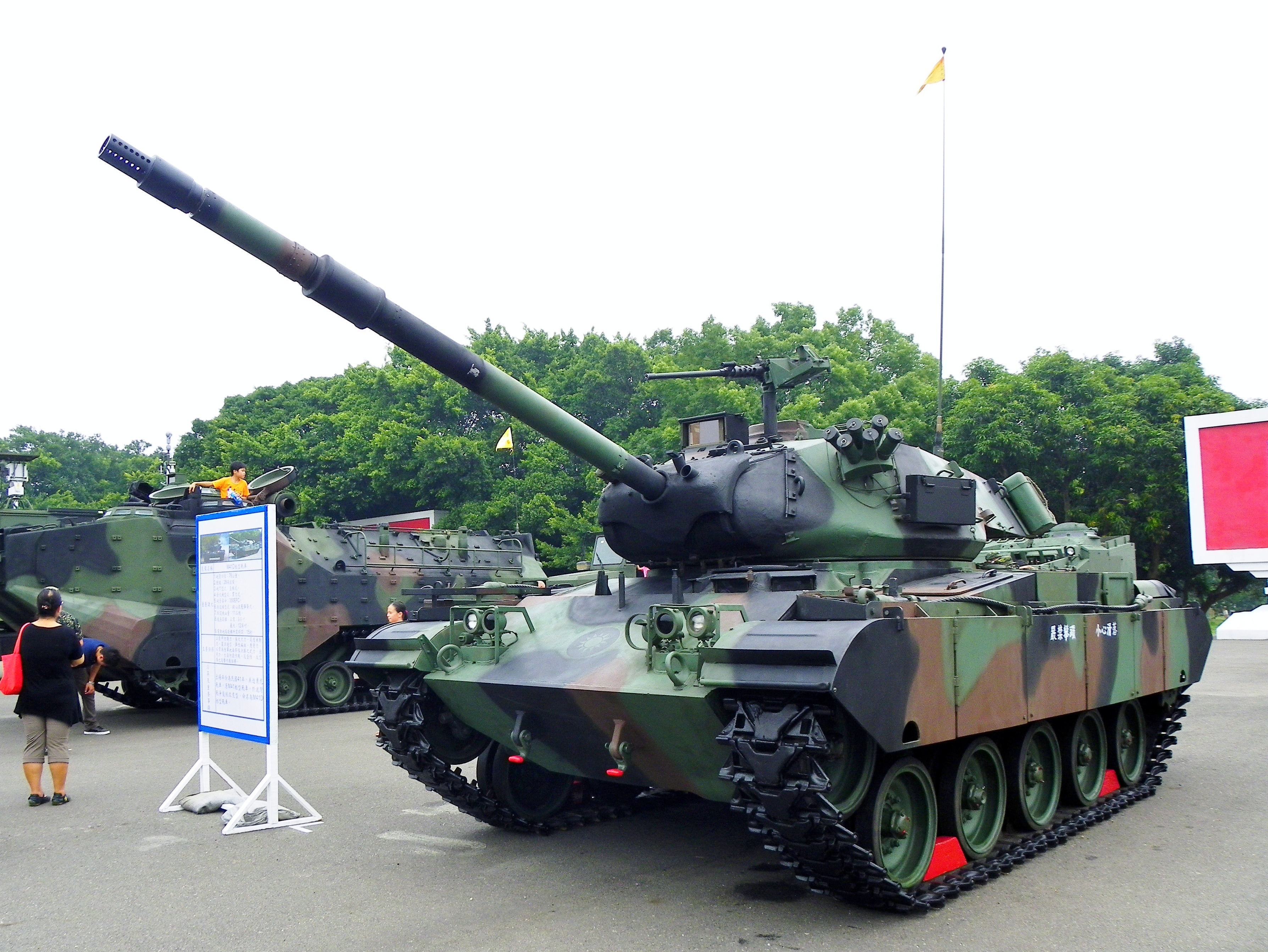
成功嶺展示的M41D輕戰車

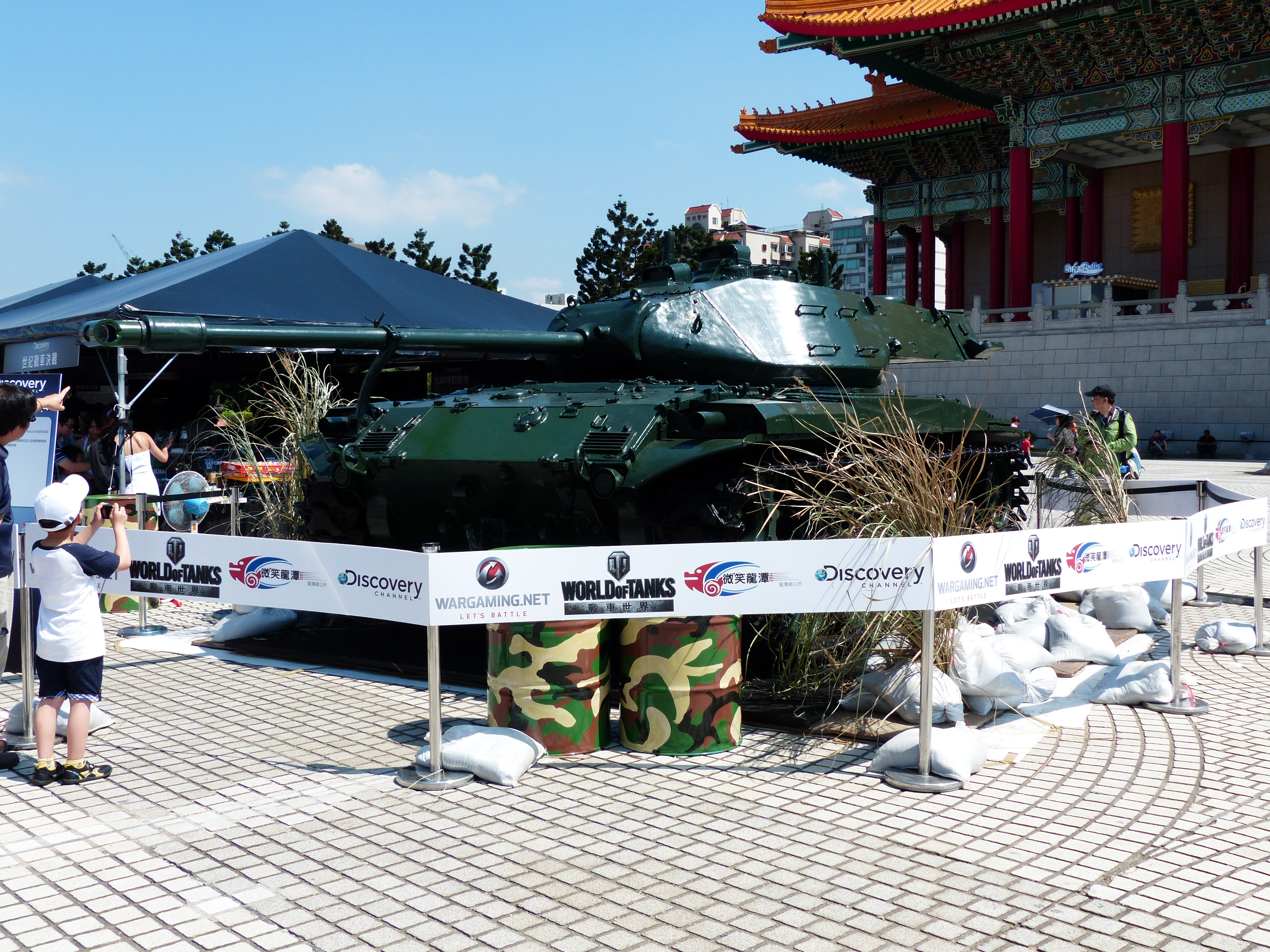
Discovery 在台舉辦的特戰部隊體驗展，中華民國國家戲劇院前展示的中華民國陸軍M41A3輕戰車

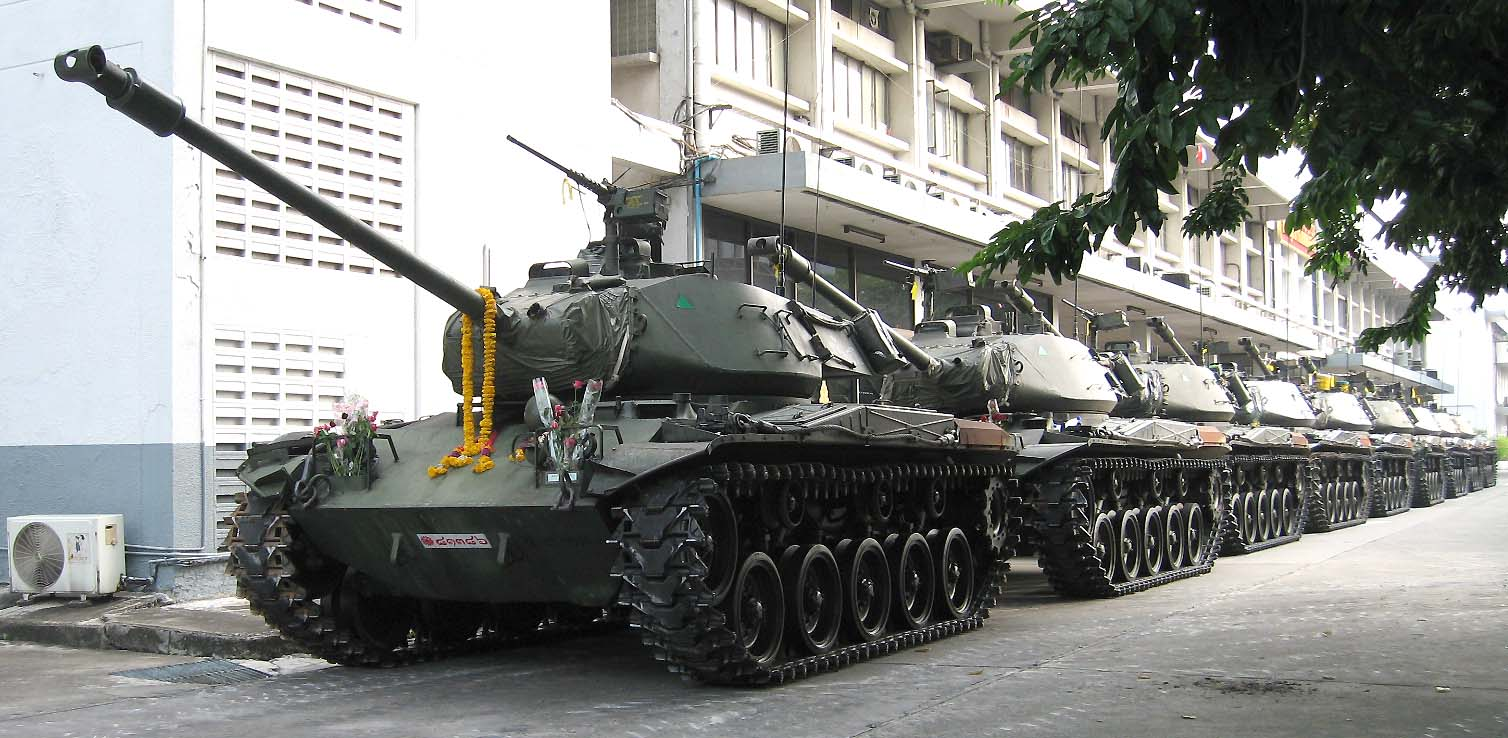
2006年泰國軍事政變期間泰國皇家陸軍的M41輕戰車，請注意炮管上掛有象徵效忠泰國君主的黃色花圈

### 服役中
- : 12輛 M41B.
- : 12輛 M41DK.
- 乌拉圭: 在1981年購入22輛M41二手車，回國後進行翻修升級，稱為M41UR，M41UR的主砲更改為口徑90公厘的比利時Cockerill Mk. IV戰車砲，可使用翼穩脫殼穿甲彈等彈種，動力更換為斯堪尼亞汽車DS-14柴油引擎，在21世紀向巴西陸軍採購24輛該國升級的M41C Caxias替換M24UR。
- 越南: 30輛 M41 (自南越陸軍解繳續用)
- 中華民國：M41D，數量不明。

### 已退役
- 奥地利: 42輛 M41 (1960–79)
- 巴西: M41A1與M41A3，共386輛，在1960至1967年運交。1960年8月服役，2010年退役。在巴西服役的M41於1978年開始進行現代化，運用瑞典斯堪尼亞汽車開發的DS14柴油引擎換掉原運用的AOS-895汽油引擎，動力現代化版本稱為M41B，續航力增加到550公里，更換引擎後延長車體尾部，並安裝兩組向上排放引擎廢氣的柵格版，為該系列在M41家族中的特徵。在後續進行全面現代化版本的則稱為M41C（M41C Caxias），M41C換用90公厘戰車炮，可使用比利時科特里爾（Cockerill）公司開發的翼穩脫殼穿甲彈，此外還更換了變速箱，提升車輛的極速，加裝煙幕彈發射器。
- 比利时: 135輛 M41 (1958–74)
- 智利: 60輛 M41
- 丹麦: 53輛 M41DKs (1953–98)
- 希腊: 81輛
- 日本: 147輛 M41A2 (1961–81)，陸上自衛隊的M41是在昭和36年（1961年）的第二次防備力整備計畫中向美國申請225輛M41軍援，美國核定提供147輛M41A2，這批M41汰換了自衛隊使用的M24。大部分時間點M41成為與61式戰車搭配的裝甲武力，到1981年才以74式戰車替換汰除。由於這批M41是美軍軍援物資，在汰除後美國將大部分戰車收回，一部分經過翻修後又再度軍援給中華民國使用。
- 约旦:
- 黎巴嫩: 20輛 M41A3 (1958–84)
- 新西兰: 10輛
- 菲律賓: 菲律賓陸軍擁有7輛 M41[21](1965–80s)
- ：10輛
- 越南共和国: 350輛，滅國後由越南社會主義共和國接收使用
- 西班牙:245輛
- 泰國: 200輛 M41
- 突尼西亞
- 美国:
- 西德: 50輛
- 中華民國: M41、A1、A2、A3共計792輛[22]，另有50輛在1990年代後期改良為M41D，沒有升級的M41在1990年代後期逐漸轉為備役，金門有部分M41放入碉堡作為岸防砲，不過後來被固定砲取代，在2010年代因為陸軍架構轉變，M41的部分功能由CM32雲豹裝甲車取代，未經改良的M41系列，於2022年2月25日全數除役[16]，M41D也預計在2028年除役[23]。

## 研究书目
- 唐·A·斯塔里（英语：Starry, Donn A.） General. Mounted Combat in Vietnam. Vietnam Studies; Department of the Army, first published 1978-CMH Pub 90-17.
- Dunstan, Simon. Vietnam Tracks-Armor In Battle 1945–75.  1982 edition, Osprey Publications; ISBN 0-89141-171-2.
- Hunnicutt, R. P. Patton: A History of the American Main Battle Tank.  1984 edition, Presidio Press; ISBN 0-89141-230-1 (vol 1).
- Hunnicutt, R.P. Sheridan: A History of the American Light Tank, Volume 2. 1995 edition, Presidio Press; ISBN 978-0-89141-570-1. (This book contains a chapter on the M41).